# 보르지긴 도르지
보르지긴 도르지(朵儿只, 혹은 多爾濟, 朵兒只, Дорж, 1233년 ~ 1263년) 또는 도르사(朵儿史)은 몽골 제국의 황족으로 쿠발라이 칸과 차브이 카툰의 장남이다. 1261년 중서령에 임명되고 바로 황태자에 책봉됐으나, 그는 원나라 수립 이전에 갑자기 병사했다. 도르지는 몽골어로 태양, 하늘을 뜻하며, 티베트 불교의 불교의식 기구로 금강저(金剛杵), 티베트어로는 번개라는 뜻이다.
원나라 건국 이전에 사망하여 원사, 신원사, 원사연의 등에는 행적이 상세히 전하지 않는다.

## 생애
도르지의 아버지는 툴루이 칸의 넷째 아들인 쿠빌라이(뒷날의 원나라 세조)이고 어머니는 차브이 카툰(소예순성황후)이다. 동복 친형제로는 친킴(원 성종의 아버지), 안서왕 망갈라, 북평왕 노무간 등이 있었다. 도르지는 몽골어로 태양, 하늘을 뜻한다. 도르지는 또한 티베트 불교의 불교의식 기구로, 금강저(金剛杵), 티베트어로는 번개라는 뜻이다. 일설에는 그는 쿠빌라이 카안의 첫 부인 테구룬 카툰의 소생이라는 설이 있다. 
몽골의 전설에 의하면 1233년에 태어났다 한다. 그의 생일은 정확하지 않아, 언제 태어났는지는 분명하지 않다. 원사와 신원사에는 그의 행적이 나타나지 않는다. 페르시아계 사서 집사에 의하면 "그는 아바카 칸보다 한살 연상이었다" 한다. 그가 태어날 당시 아버지 쿠빌라이 카안은 칸위에 오르기 전이고, 허베이성을 통치하고 있었다. 사서에 의하면 도르지는 체력이 매우 병약하다고 한다. 그의 성격, 용모에 대한 기록은 나타나지 않는다. 그의 아버지 쿠빌라이가 아리크 부케와 싸울 때 도르지에게는 어떤 임무를 주었는지도 알려진 것이 없다.
라시드 웃딘의 집사에 의하면 그는 체력이 매우 병약했다 한다. 1248년 쿠빌라이 카안의 명으로 형제들과 글을 배우기 시작했다. 이때 칭기즈 칸의 친위대원의 아들이자 보르테 카툰의 시종이었던 집안의 아들 볼라드 등 귀족 자제들과 함께 글을 배우게 되었다.
1260년 5월에 쿠빌라이 칸이 아리크 부케를 꺾고 몽골 울루스의 대칸위에 오른 후, 중국식 관제를 실시하였다. 1261년에 쿠빌라이 카안이 오고타이 카안이 신설하고 몽케 칸이 폐지한 중서성을 다시 부활하면서 그가 중서령이 되어 행정권을 장악하고, 추밀원사에 임명되어 군권을 받았다. 같은 해 황태자가 되어 금인을 하사받고 중도로 파견되었다. 그해 8월 17일 쿠빌라이 카안은 요추(姚樞)를 태자태사, 허형(許衡)을 태자태부, 두묵(竇默)을 태자태보로 임명하여 그를 가르치게 하였다. 허형은 8월 16일 국자감좨주, 8월 17일 요추는 대사농, 두묵은 한림학사를 겸직시켰다. 그는 1263년 질병으로 갑자기 사망했으며, 병명과 사망 일자는 기록이 없다. 그의 지위는 1273년 그의 남동생 연왕 친킴에 의해 계승되었다. 도르지에게는 자녀가 없다.
신원사에는 일찍 죽었다고 간략하게 언급되었고, 원사에는 왕자후 열표에 그의 이름만이 간략하게 실려 있다. 일부 몽골지역 전승에 의하면 아난다 오굴이라는 아들이 있었다고 한다. 그의 시호와 매장지는 미상이다.

## 같이 보기
- 쿠빌라이 칸
- 친킴

## 참고 자료
- 《원사 종실세계표 (元史 宗室世系表)》
- 《신원사 (新元史)》